# Tempi (gemeente)
Tempi (Grieks: Τέμπη) is sedert 2011 een fusiegemeente (dimos) in de Griekse bestuurlijke regio (periferia) Thessalië.
De vijf deelgemeenten (dimotiki enotita) van de fusiegemeente zijn:
- Ampelakia (Αμπελάκια)
- Gonnoi (Γόννοι)
- Kato Olympos (Κάτω Όλυμπος)
- Makrychori (Μακρυχώρι)
- Nessonas (Νέσσωνας)